# Waaiertje (paddenstoel)
Het waaiertje (Schizophyllum commune) is een veel voorkomende soort paddenstoel in het geslacht Schizophyllum. De soort is nauwer verwant met de korstzwammen dan met de plaatjeszwammen. Het is 's werelds meest verspreide paddenstoel, hij komt voor op elk continent behalve Antarctica.

## Kenmerken
Dit grijswitte, schelpvormige paddenstoeltje met een diameter van 0,5 - ongeveer 4 cm is viltig behaard en verschrompelt in koud of droog weer, om bij vochtig weer weer op te zwellen en zijn typische waaiervorm aan te nemen. De lamellen zijn licht roodachtig of grijs.

## Verspreiding
De zwam kan het gehele jaar door gevonden worden op dood hout van loofbomen, een enkele keer parasiteert hij ook op levend hout. Er zijn zelfs gevallen bekend waarbij mensen, met een sterk verminderd afweersysteem, zijn geïnfecteerd door het waaiertje.

## Gebruik
Hoewel de zwam in Europese en Amerikaanse gidsen als oneetbaar te boek staat, is dit eerder te wijten aan verschillende normen van smaak dan aan toxiciteit. De paddenstoel geniet weinig culinaire belangstelling door zijn taaie textuur maar is in feite eetbaar en wordt algemeen geconsumeerd in Mexico en elders in de tropen. Daar heeft men een voorkeur voor taaie, rubberachtig paddenstoelen, aangezien zachte, 
vlezige paddenstoelen snel rotten in het warme vochtige klimaat.
De stof hydrofobine, die bekendstaat om de waterafstotende (hydrofobische) eigenschappen, werd voor het eerst geïsoleerd uit Schizophyllum commune.
De paddenstoel wordt gekweekt om er de polysacharide schizofyllaan uit te winnen, een medicinaal bestanddeel dat bij de behandeling van baarmoederhalskanker toepassing vindt.
In 2010 werd het volledige genoom van Schizophyllum commune ge-sequenced.

## Galerij

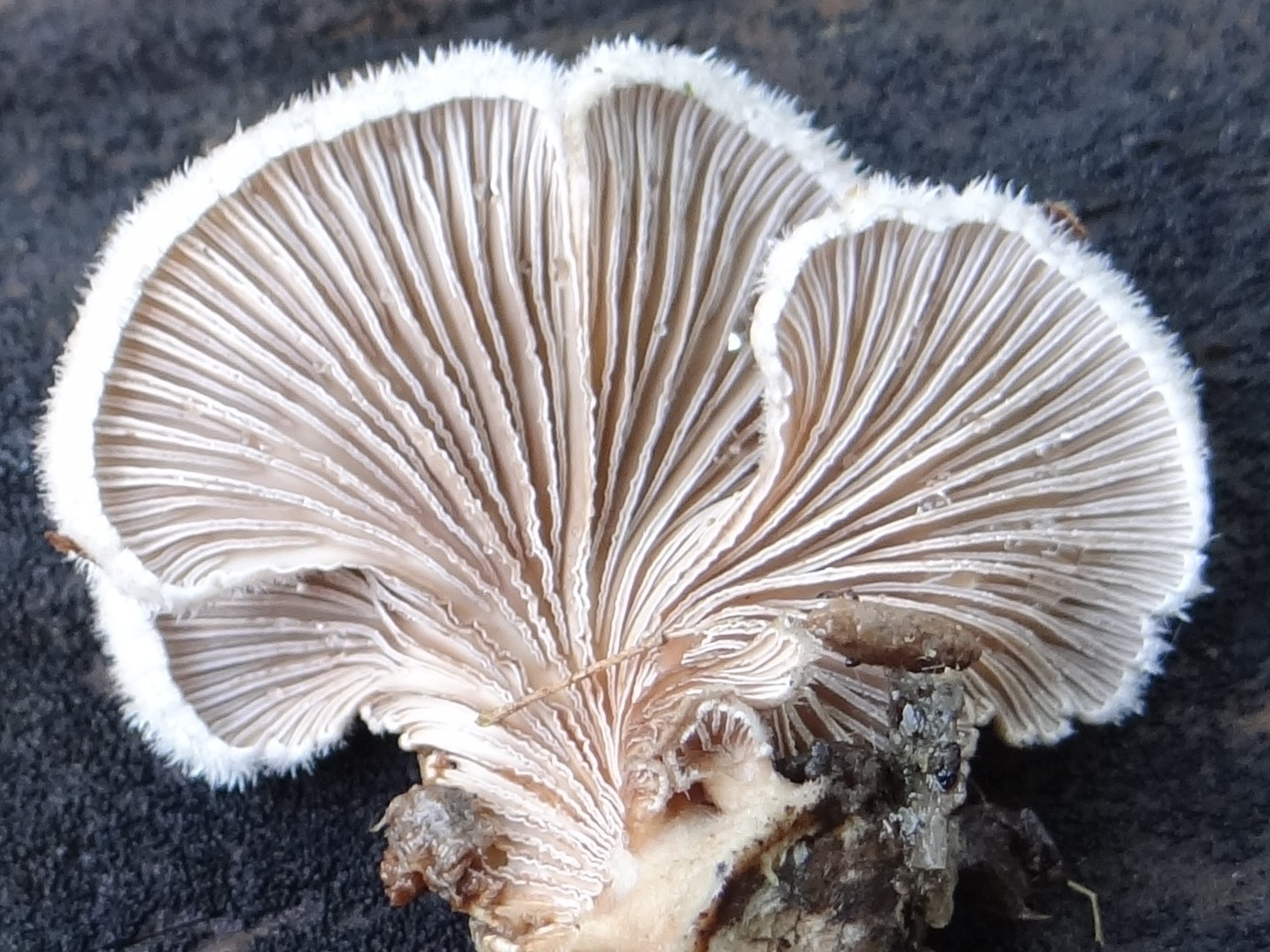
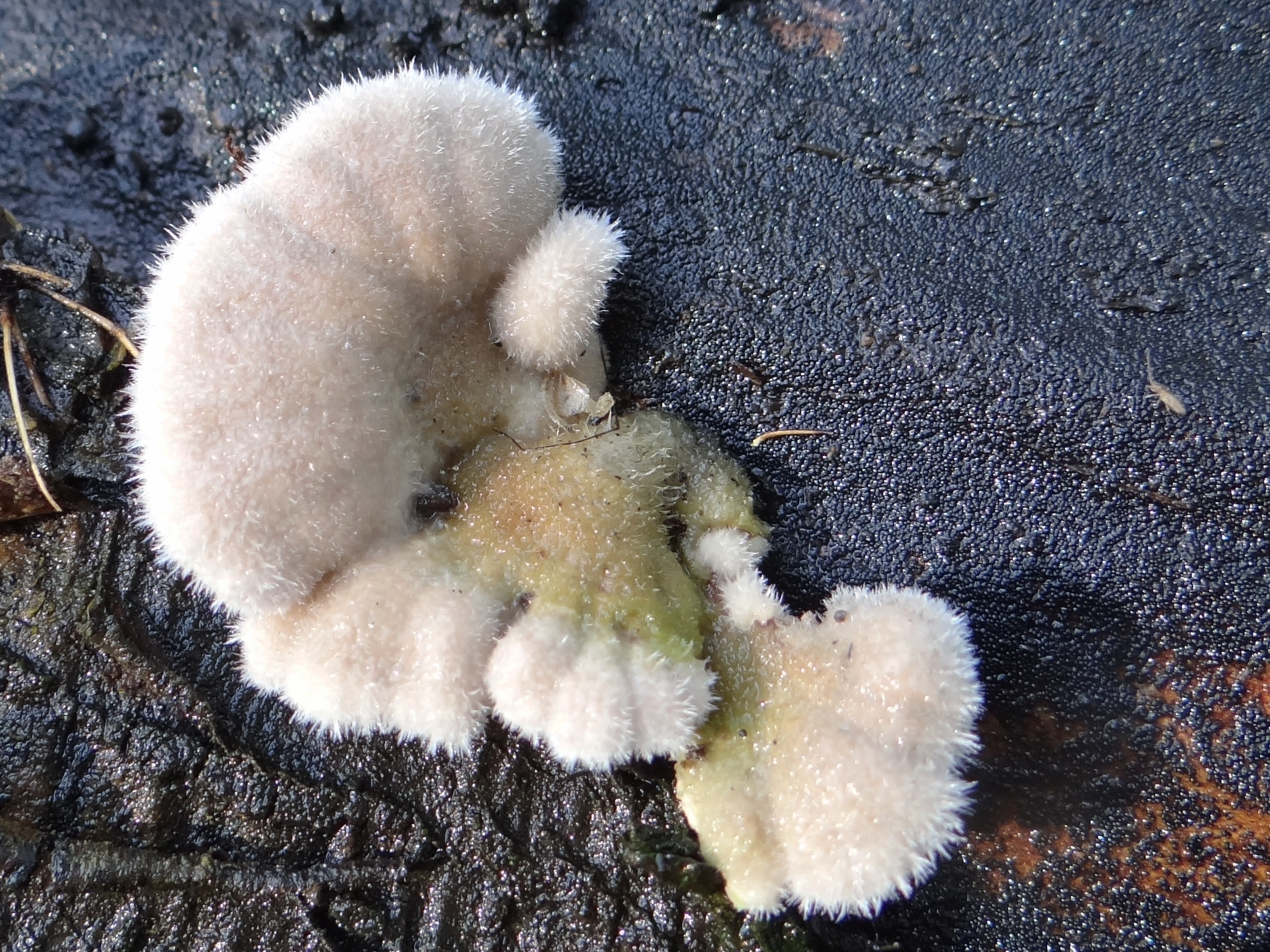
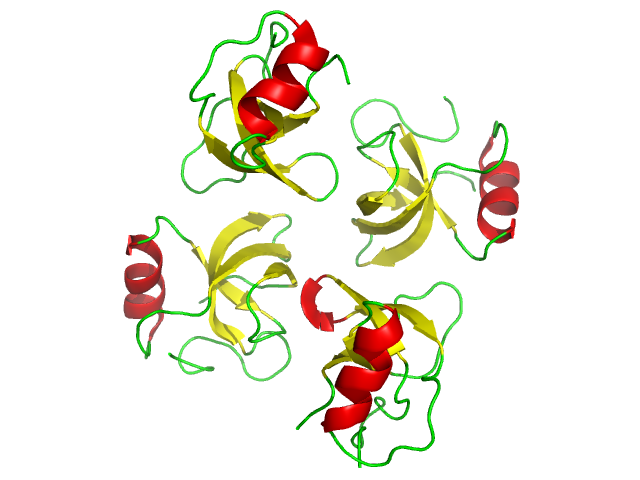
Hydrofobine